# チャン&エン・ブンカー兄弟

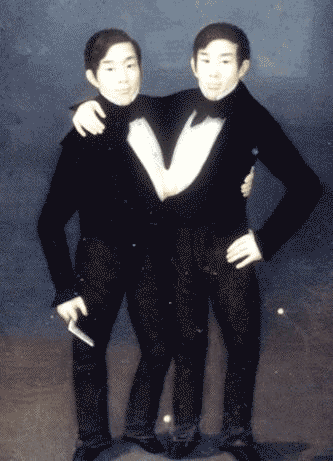
若き日のチャンとエン

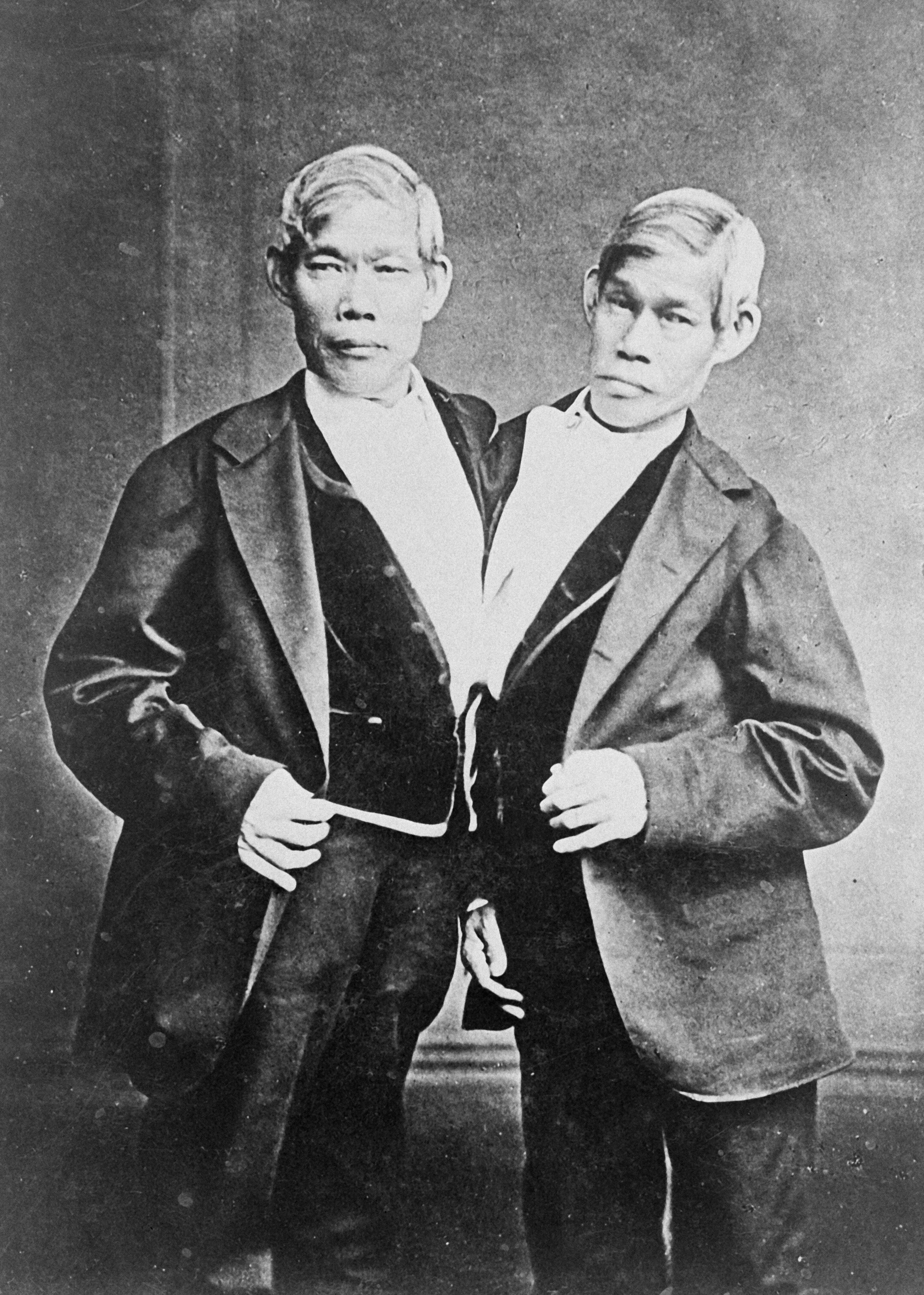
晩年のチャンとエン

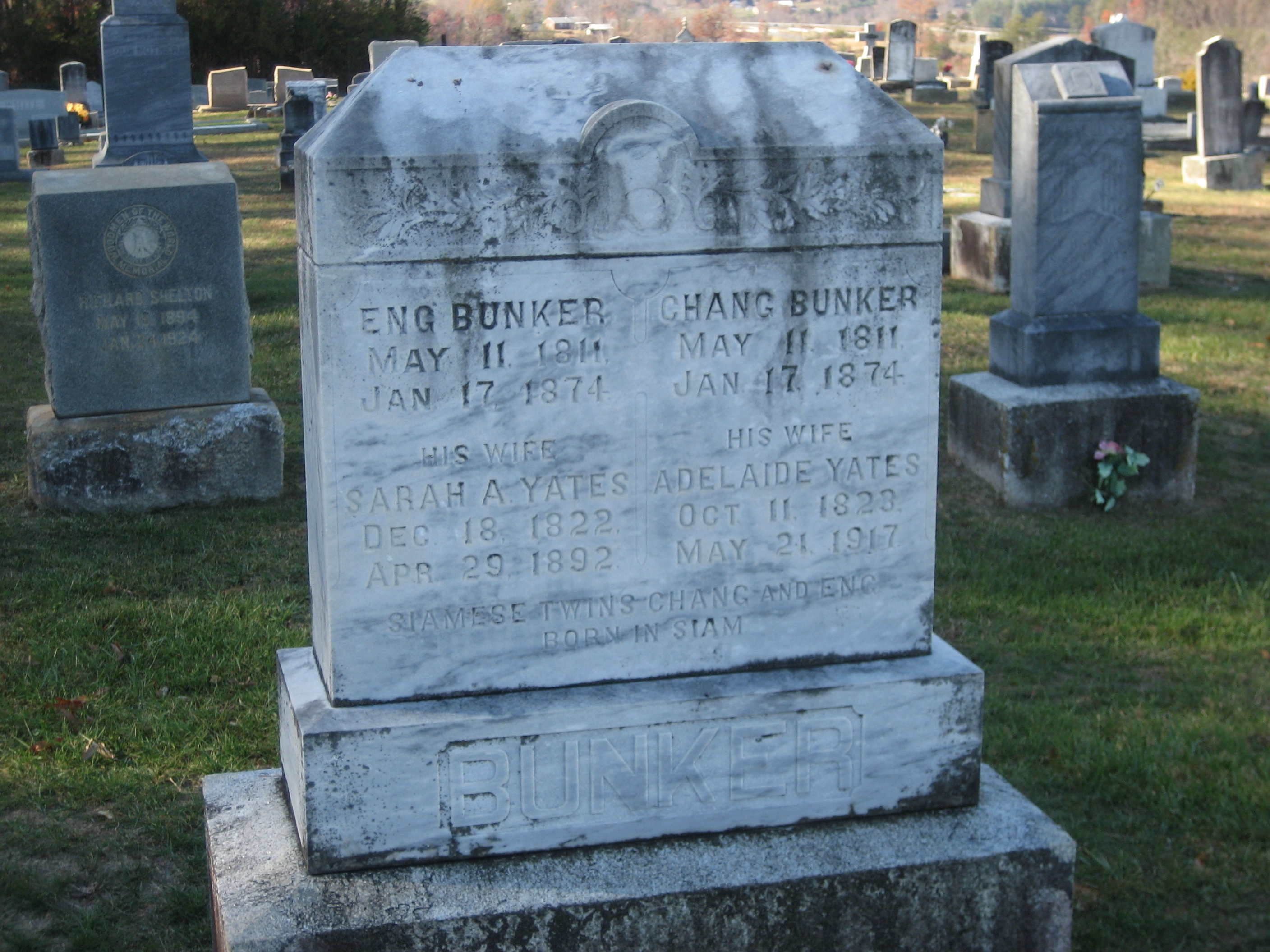
マウントエアリー近郊にあるブンカー兄弟と妻たちの墓石

チャン&エン・ブンカー兄弟（Chang and Eng Bunker,ともに 1811年5月11日 - 1874年1月17日）は、シャム（現在のタイ）・サムットソンクラーム県出身の結合双生児である。向かって左が兄のチャン、右が弟のエン。
2人は胸部と腹部の中間付近で結合していた。結合部がある程度伸縮し、正面での結合でありながら写真のように横に並ぶこともできた。そのため側面結合と誤解されることもある。この結合部に肝臓が存在、2人が唯一共有していた部分であった。結合部に肝臓があることが問題となったのか、現在ならば容易であるが当時の医療では分離手術は難しいとされ、2人は生涯結合したままであった。
結合双生児の異称シャム双生児の語源となったことでも有名な兄弟である。

## 概暦
父は中国人の漁師、母は中国人とマレー人のハーフであり、地元タイでは中国人という認識だったらしく、彼らにはまだ姓がなかった。1829年、イギリス人に発見されて引き取られる。その後、サーカスの見世物として欧米を巡業した。
2人がサーカスの見世物として巡業していた時にシャム人の双子（「The Siamese Twins」）と名乗ったのが「シャム双生児」という言葉が生まれた最初であり、以後国籍に係らず結合双生児を指す言葉となった。
1839年、2人はサーカスを辞めてノースカロライナ州マウント・エアリーに定住し、アメリカの市民権を取り、「ブンカー」の姓を名乗ったがこの姓を名乗った理由は不明である。1843年、それぞれ普通の女性（姉妹）と結婚し、チャンは11名、エンは10名の子を儲けた。2人は同地でプランテーションを経営した。
1874年1月17日未明、兄のチャンが気管支炎で死亡していると、起床した弟のエンが気づき、チャンの妻や親族を呼び寄せ、体の関節がひどく痛むことを訴えた。しかしエンも約3時間後に、兄の後を追う形で死亡した。62歳は現在でも結合双生児としては長寿である。